# Chinemelu Elonu
Chinemelu D. Elonu, Jr. (Nigerija, 11. ožujka 1987.) nigerijsko-američki je profesionalni košarkaš. Igra na poziciji krilnog centra, a može igrati i centra. Trenutačno je član španjolske momčadi Basket Zaragoza. Izabran je u 2. krugu (59. ukupno) NBA drafta 2009. od strane istoimene momčadi.

## Sveučilište
Elonu je nastupao za košarkašku momčad sveučilišta Texas A&M od 2006. do 2009. Na trećoj i zadnoj godini sveučilišta imao je prosjek od 10 poena i 7 skokova po utakmici. 

## NBA
Izabran je kao 59. izbor NBA drafta 2009. od strane Los Angeles Lakersa.

## Vanjske poveznice
- Profil na sveučilištu
- Profil na ESPN.com
- Profil  Arhivirana inačica izvorne stranice od 28. veljače 2015. (Wayback Machine) na DraftExpress.com